# Fotbal Club Sheriff Tiraspol 2011-2012

## Stagione
Vincitore del campionato di calcio moldavo e semifinalista in coppa di Moldavia.

## Rosa
| N. |                           | Ruolo | Calciatore               |
| -- | ------------------------- | ----- | ------------------------ |
| 1  | Moldavia (bandiera)       | P     | Alexandru Zveaghințev    |
| 3  | Moldavia (bandiera)       | A     | Iurie Mîrza              |
| 4  | Moldavia (bandiera)       | D     | Vadim Costandachi        |
| 5  | Georgia (bandiera)        | D     | Vazha Tarkhnishvili      |
| 6  | Moldavia (bandiera)       | D     | Alexandru Scripcenco     |
| 7  | Moldavia (bandiera)       | C     | Vitalie Bulat            |
| 8  | Moldavia (bandiera)       | C     | Serghei Gheorghiev       |
| 10 | Serbia (bandiera)         | A     | Aleksandar Pešić         |
| 14 | Burkina Faso (bandiera)   | C     | Wilfried Benjamin Balima |
| 15 | Costa d'Avorio (bandiera) | D     | Marcel Metoua            |
| 16 | Moldavia (bandiera)       | C     | Artyom Khachaturov       |
| 17 | Burkina Faso (bandiera)   | C     | Florent Rouamba          |

| N. |                         | Ruolo | Calciatore          |
| -- | ----------------------- | ----- | ------------------- |
| 18 | Moldavia (bandiera)     | C     | Igor Dima           |
| 22 | Sierra Leone (bandiera) | C     | Tommy Abu           |
| 23 | Brasile (bandiera)      | A     | Jhonatan            |
| 25 | Bulgaria (bandiera)     | P     | Vladislav Stojanov  |
| 26 | Slovenia (bandiera)     | D     | Miral Samardžič     |
| 27 | Argentina (bandiera)    | A     | Rafael Sosa         |
| 28 | Moldavia (bandiera)     | C     | Vadim Rață          |
| 33 | Russia (bandiera)       | C     | Nail Zamaliyev      |
| 77 | Moldavia (bandiera)     | C     | Anatol Cheptine     |
| 90 | Brasile (bandiera)      | D     | Henrique Luvannor   |
|    | Bolivia (bandiera)      | A     | Darwin Ríos         |
|    | Portogallo (bandiera)   | D     | João Duarte Pereira |